# Институт по археология на Националната академия на науките на Украйна
Институтът по археология на Националната академия на науките на Украйна (на украински: Інститу́т археоло́гії Націона́льної акаде́мії нау́к Украї́ни) е украински научноизследователски институт по археология към Националната академия на науките (НАН) на Украйна. Ръководител на института от 2017 г. е Виктор Чабай.

## История
Институтът е основан през пролетта на 1919 г., когато към Академията на науките на Украйна е създадена Комисията за полагане на археологическата карта на Украйна. През 1921 г. той е преобразуван в Археологическа комисия на Украинската академия на науките. На 6 февруари 1922 г. институцията е преименувана на Археологически комитет към Историко-филологическия отдел на ВУАН. През 1924 г. е създаден Общоукраинският археологически комитет (ОУАК). През 1934 г. на базата на ОУАК е създаден Институтът за история на материалната култура на Академията на науките на Украинската ССР, а през 1938 г. той е наречен „Институт по археология на Академията на науките на Украйна“. Настоящото име на института е от 1 май 2001 г.
В различни години институтът издава различни научни публикации. И така, в периода от 1949 до 1963 г. е публикувана поредицата „Археологически паметници на Украинска ССР“, която съдържа научни доклади и материали от теренни археологически проучвания, както и монографии на отделни обекти от ранната старокаменна епоха до Киевска Рус включително.

## Научни отдели
Към 7 декември 2020 г. институтът има 13 изследователски отдела, 3 отдела за изследвания и подкрепа, и един самостоятелен – отдел Одеса.
Изследователски отдели
- Отдел по археология от каменната епоха
- Отдел по енеолитно-бронзовата епоха
- Отдел по археология от ранната желязна епоха
- Отдел по антична археология
- Отдел по раннославянска археология
- Отдел по археология на Киев
- Отдел по древноруска и средновековна археология
- Отдел по биоархеология
- Отдел по археология на Крим и Северозападното Черноморие
- Отдел на Археологическия музей
- Научни фондове
- Полеви комитет
- Отдел по археология на Крим

Отдели за изследвания и подкрепа
- Научен архив
- Научна библиотека
- Редакторска и издателска услуга

Отдел Одеса